# جانيت براون (أستاذة جامعية)
جانيت براون (بالإنجليزية: Janet Browne)‏ هي أستاذة جامعية بريطانية، ولدت في 30 مارس 1950.